# Brugmansja

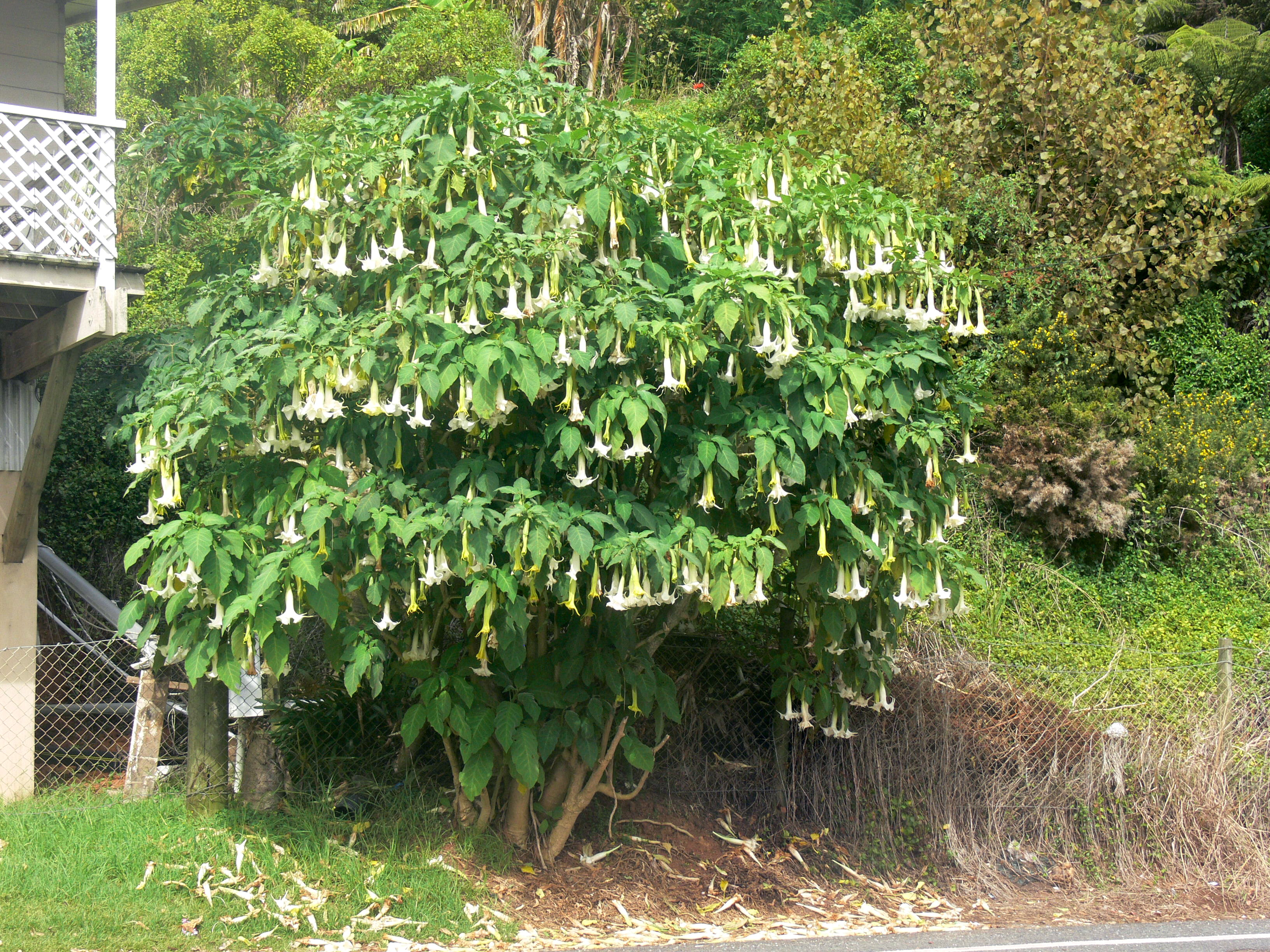
Pokrój Brugmansia ×candida

Brugmansja (Brugmansia Pers.) – rodzaj wieloletnich roślin z rodziny psiankowatych (Solanaceae), obejmujący 6 gatunków i 4 mieszańce, dawniej występujące naturalnie w południowoamerykańskich Andach, gdzie zasiedlały lasy mgliste, jednak obecnie uważane są za gatunki wymarłe na wolności i występują jedynie w uprawie oraz w stanie zdziczałym po ucieczce z uprawy. Niegdyś gatunki zaliczane do tego rodzaju były włączane do blisko spokrewnionego rodzaju bieluń (Datura), stąd zachowała się ich zwyczajowa, aczkolwiek nieprawidłowa polska nazwa "bieluń". W handlu spotyka się je pod spolszczoną, angielską nazwą zwyczajową "trąby anielskie". Są to rośliny śmiertelnie trujące. W ich tkankach obecne są alkaloidy tropanowe: skopolamina i atropina.

## Morfologia
PokrójSzerokie krzewy, osiągające wysokość do 4 m, rzadziej drzewa, dorastające do wysokości 10 m.
LiścieOgonkowe, przeważnie jajowate, o długości 15–25 cm, u młodych roślin ząbkowane.
KwiatyBardzo duże, promieniste, 5-krotne, zwisające, o długości do 30 cm, wyrastające pojedynczo z kątów liściowych. Okwiat podwójny. Kielich rurkowaty, 5-klapowy lub pochwiasty. Korona kwiatu biała, różowa, czerwona, zielonkawa lub żółtawa, trąbkowata, z 5 ząbkowatymi wierzchołkami, wywiniętymi do tyłu. Pręciki niekiedy kolankowate, równe, o równowąskich główkach osadzonych u nasady. Zalążnia dwukomorowa.
OwoceZdrewniała, gładka, wydłużona lub okrągła, nieuzbrojona torebka.
Gatunki podobnePrzedstawiciele rodzaju bieluń, które są roślinami jednorocznymi, o kwiatach skierowanych pod kątem do góry i kolczastych owocach.

## Systematyka
Pozycja rodzaju według Angiosperm Phylogeny Website (aktualizowany system APG III z 2009)Rodzaj należy do podrodziny Solanoideae, rodziny psiankowatych, rzędu psiankowców, kladu astrowych, zaliczanych do wczesnych dwuliściennych.
Wykaz gatunków
- Brugmansia arborea (L.) Steud.
- Brugmansia longifolia Lagerh. (nazwa według IUCN uznawana za synonim Brugmansia ×insignis (Barb. Rodr.) Lockwood ex R.E. Schult)[6]
- Brugmansia pittieri (Saff.) Moldenke
- Brugmansia sanguinea (Ruiz & Pav.) D. Don
- Brugmansia suaveolens (Humb. & Bonpl. ex Willd.) Bercht. & J. Presl
- Brugmansia versicolor Lagerh.

Mieszańce
- Brugmansia ×candida Pers.
- Brugmansia ×dolichocarpa Lagerh.
- Brugmansia ×insignis (Barb. Rodr.) Lockwood ex R.E. Schult.
- Brugmansia ×rubella (Soff.) Moldenke

## Zagrożenie
Siedem gatunków Brugmansia, ujętych w Czerwonej księdze gatunków zagrożonych  ma status EW czyli "nie występujący na wolności / wyginął w stanie dzikim ":
- Brugmansia arborea
- Brugmansia aurea (według The Plant List to synonim Brugmansia sanguinea)[12]
- Brugmansia ×insignis
- Brugmansia sanguinea
- Brugmansia suaveolens
- Brugmansia versicolor
- Brugmansia vulcanicola (według The Plant List to podgatunek Brugmansia sanguinea subsp. vulcanicola (A.S.Barclay) Govaerts[12])

## Zastosowanie
Rośliny ozdobnePopularna roślina ozdobna ze względu na atrakcyjne, pachnące kwiaty. W uprawie spotyka się przede wszystkim gatunki i mieszańce:
- Brugmansia aurea, o wysokości do 6 metrów i kremowych do bladozłotożółtych kwiatach,
- Brugmansia ×candida, osiągająca 4,5 metra wysokości, o białych kwiatach, mocno pachnących nocą,
- Brugmansia ×insignis, o wysokości 3 metrów i kwiatach białych,
- Brugmansia sanguinea, o kwiatach pomarańczowoczerwonych z żółtym unerwieniem, osiągająca wysokość do 12 metrów,

a także kultywary:
- Brugmansia 'Charles Grimaldi', o wysokości do 180 cm i dużych, bladopomarańczowożółtych kwiatach,
- Brugmansia 'Frosty Pink', osiągający wysokość 180 cm, o kwiatach bladomoreloworóżowobiałych.

Roślina psychoaktywnaW Ameryce Południowej liście i nasiona wykorzystywane są przez szamanów ze względu na działanie halucynogenne.

## Uprawa
Są to rośliny wrażliwe na mróz (strefy mrozoodporności 9–11), zazwyczaj nie przeżywają zim panujących w Polsce (szkodliwe są już temperatury około 0°C). Dlatego też brugmansje należy zimować w pomieszczeniach. Najlepiej rosną na stanowiskach osłoniętych, nasłonecznionych (gdzie wtedy zakwitają najbardziej obficie), w półcieniu kwitnienie jest mniej obfite. Znoszą doskonale letnie upały i ostre słońce (pod warunkiem stałej wilgotności podłoża). Brugmansje rosną najlepiej na zasobnych, żyznych glebach o średniej wilgotności. Można je uprawiać w podłożach dla roślin balkonowych z domieszką piasku lub drobnego żwiru. Najlepiej uprawiać je na osłoniętych stanowiskach ze względu na dużą wrażliwość kwiatów i pędów na wiatr. Są często atakowane przez mączliki, przędziorki i ślimaki.